# 国際セックスワーカーの日

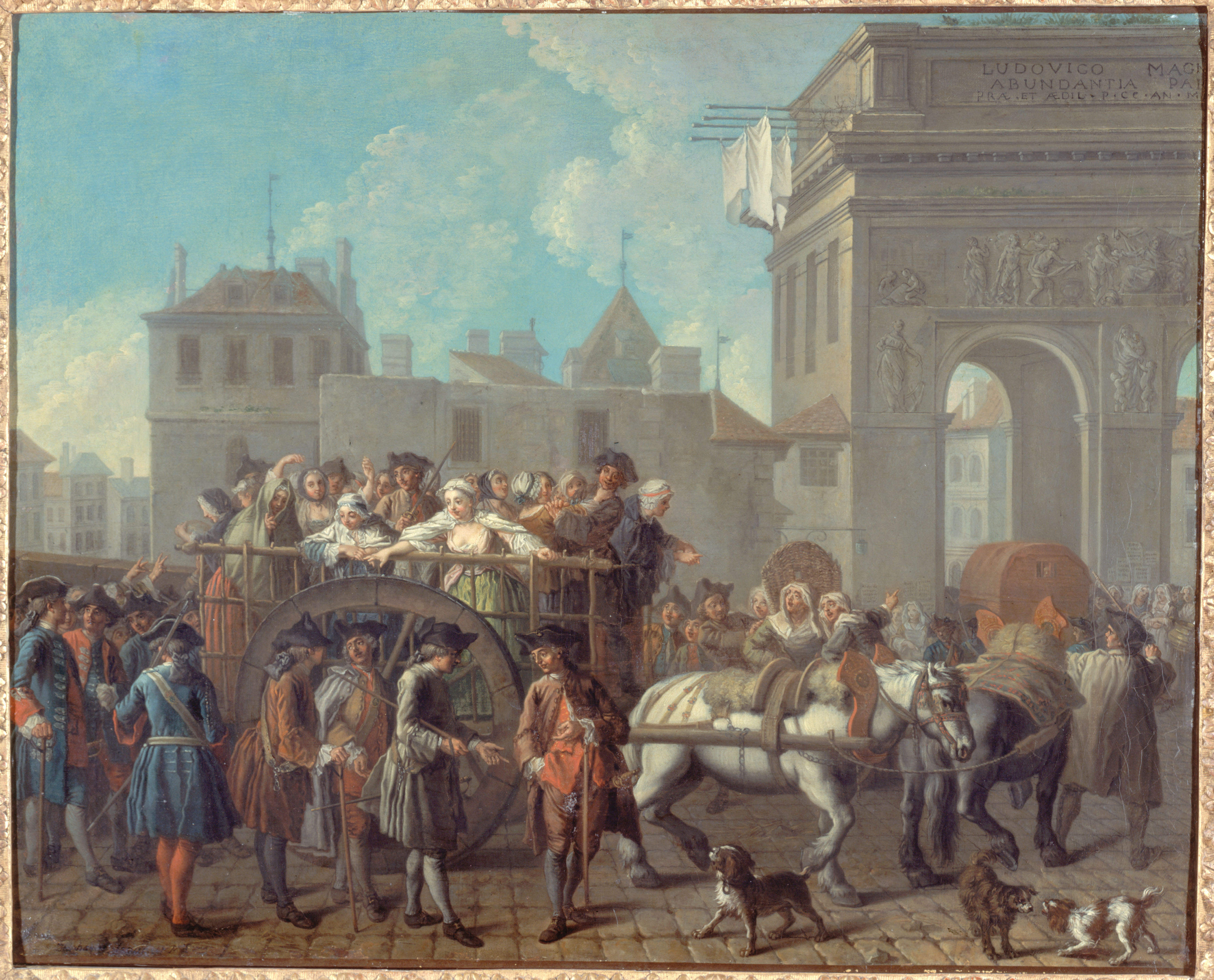
サルペトリエール病院に移送されるフランスの売春婦 (エティエンヌ・ジョーラ、1745年)

国際セックスワーカーの日（こくさいセックスワーカーのひ、International Sex Workers’ Day、International Whores’ Day）は、毎年6月2日に開催される記念日で、この日にはセックスワーカーが称えられ、彼女らの搾取的な労働条件の向上が願われている。このイベントは、1975年6月2日にリヨンで100人以上のセックスワーカーが、非人道的な労働条件に注意を向けるためにサン・ニジエ教会を占領したことに端を発している。 

## 似た記念日
- 3月3日 - 国際セックスワーカーの権利の日[2]
- 12月17日 - セックスワーカーに対する暴力を終わらせる国際デー[3]